# 리다자오
리다자오(중국어 정체자: 李大釗, 간체자: 李大钊, 한자음: 리대소/이대소) 1889년 10월 29일~1927년 4월 28일)는 중국의 법학자이자 정치학자로 신문화운동, 중국공산당 창건, 제1차 국공합작을 주도한 인물이다. 1924년 중국공산당 대표 자격으로 북벌에 참여했으나 1927년 베이양 군벌의 수괴 장쭤린에 의해 살해되었다.

## 생애
허베이성 탕산 라오팅현에서 농민의 아들로 태어났다. 1913년에 톈진시의 북양정법전문학교를 졸업한 후 마르크스주의 정당인 중국사회당 당원으로 활동하다 일본 제국으로 유학하여 1913년부터 1916년까지 와세다 대학 정치과에서 공부하고 중퇴 후 귀국하였다. 1917년부터 국립 베이징 대학의 역사학, 경제학, 철학 교수 겸 도서관 주임으로 근무하면서 소비에트 러시아의 10월 혁명을 선전하였고 볼셰비키주의와 코민테른의 세계 혁명을 지지한 중국의 초기 공산주의 혁명가이었다. 그는 혁명적 사회주의에 입각하여 적잖은 베이징대의 교원들과 학생들에게 마르크스-레닌주의를 선전하는 한편, 베이징대학교에서 학생들과 교사들이 코민테른의 마르크스-레닌주의적 혁명에 가담하게 만드는 데 큰 영향을 끼쳤는데, 천두슈와 함께 장궈타오, 취추바이, 장선푸, 천궁보, 덩중샤 등 적잖은 학생들을 마르크스-레닌주의 연구회에 끌어들이고, 후난성의 공산파 리더이자, 베이징 대학의 철학 선배 교수 양창지의 사위였던 마오쩌둥에게 베이징대 도서관의 보조 사서로 일하도록 자리를 마련해 준 사람도 바로 리다자오였다. 리다자오는 스탈린과 마찬가지로, 중국에서 볼셰비키 다수파를 차지하는 농민들이 중국 공산당의 마르크스-레닌주의 혁명에서 아주 크게 작용을 할 수 있다고 보았는데, 그런 점에서 마오쩌둥의 혁명 사상에 영향을 주었다.
그는 원래 소련 공산당의 볼셰비키주의를 추종한 과학적 사회주의자였고, 이것은 그 초기의 이념의 뿌리가 표트르 크로폿킨의 상호 부조 사상과 완전히 무관치는 않은 것이었으나, 1917년 10월 이후로 러시아 혁명이 마르크스-레닌주의 혁명 영토를 본격적으로 확대시키면서 부터는 5.4운동을 전후로 하여, 소련 공산당의 마르크스-레닌주의 혁명으로 경도되었다. 그는 1918년 11월 베이징 대학의 《신청년》에 발표한 <볼셰비즘의 승리> 등의 대표적인 마르크스-레닌주의 문헌을 통하여 "앞으로의 세계는 분명히 적기의 세계가 될 것이다"라고 공언하고, 천두슈 등과 함께 《매주평론》을 창간하고, 마르크스-레닌주의 계급, 민족 혁명을 일으켰다.
리다자오는 1921년 천두슈, 마오쩌둥 등과 함께 중국에 중국 공산당을 창립하였는데, 이때 비로소 비공식적이고 문단적인 성격의 볼셰비키주의 공산주의 선동가, 혁명가에서 공식적인 중국 공산당 조직의 지도 계열 인사로 활동하기 시작하였다. 제3인터내셔널을 위한 투쟁을 위해서이었다. 1921년 7월에 상하이에서 개최된 중국 공산당 창당 대회에는 그의 부하이었던 마오쩌둥 등도 참가하였다. 천두슈와 리다자오 등의 지휘 아래 중국 공산당은 소련 공산당이 지도하는 코민테른의 지도를 본격적으로 받게 되었으며 1922년에는 코민테른 지시로 중국 국민당과의 공작에도 나서게 되고 이것이 제1차 국공합작으로 이어졌다. 리다자오는 코민테른의 지시로 1924년에는 마오쩌둥, 리리싼, 취추바이, 마오둔 등 다른 중국 공산당 당원들과 함께 개인 자격으로 중국 국민당 당원으로 입당하기도 하였고, 중앙위원회 위원에 선출되기도 하였다.
블라디미르 레닌의 원조로 중국 공산당과 북벌을 준비하던 쑨원이 사망한 후 중국 국민당과 중국 공산당, 코민테른 사이의 관계는 점차 벌어지기 시작하였는데, 장제스는 1927년 상하이에서 4.12사건을 일으켜 중국 공산당 측의 코민테른 성원에 대한 숙청에 나서게 된다. 4.12사건을 계기로 전국적으로 관련자들이 수배, 체포되었는데, 리다자오도 이때 베이징에서 다른 동료, 제자 등 19명과 함께 감금되었고, 소련 공산당과 코민테른을 대리해서 중화민국 정부의 전복을 꾀하였다는 죄로 4월 28일 베이징을 관할하던 군벌 장쭤린의 명령으로 처형되고 말았다.
리다자오는 1917년부터 1927년까지 베이징대에서 도서관 주임, 경제학, 역사학, 철학 교수 등을 지냈으며, 코민테른의 혁명가 육성을 위한 베이징 대학 마르크스주의 연구회를 주관하는 한편, 역사 유물주의, 국제 공산주의 운동사, 공산주의와 사회 운동 등 13개 과목을 담당하였다. 소련 공산당의 볼셰비즘 혁명을 중국에서 일으키고 코민테른의 한반도 전역의 공산화 시도 및 중화소비에트공화국의 성립과 전개 전반에 큰 영향을 끼친 코민테른의 공산주의 혁명가, 이론가로, 중국 공산당의 베이징대에는 1982년에 덩리췬, 마인추, 보시라이, 리커창 등 대학 동문들의 성금을 지원 받아 제작된 리다자오의 동상이 세워져 있다.